# 哈姆扎·侯赛因·杰布尔
哈姆扎·侯赛因·杰布尔（Hamzah Hussein Jebur，1976年3月1日—），生於伊拉克巴格达，赛艇运动员。他与海德尔·努扎德通过三方委员会邀请参加了2008年北京奥运会男子双人双桨比赛。最终，在朝鲜代表团谢绝邀请，拒绝派出运动员後，邀请被指派给伊拉克，因此他们获得了参赛资格。他们是2008年北京奥运会伊拉克代表团仅有的4名运动员中的两名，二人在巴格达中部的底格里斯河训练。